# Damnazes

Mapa do Reino de Lázica.

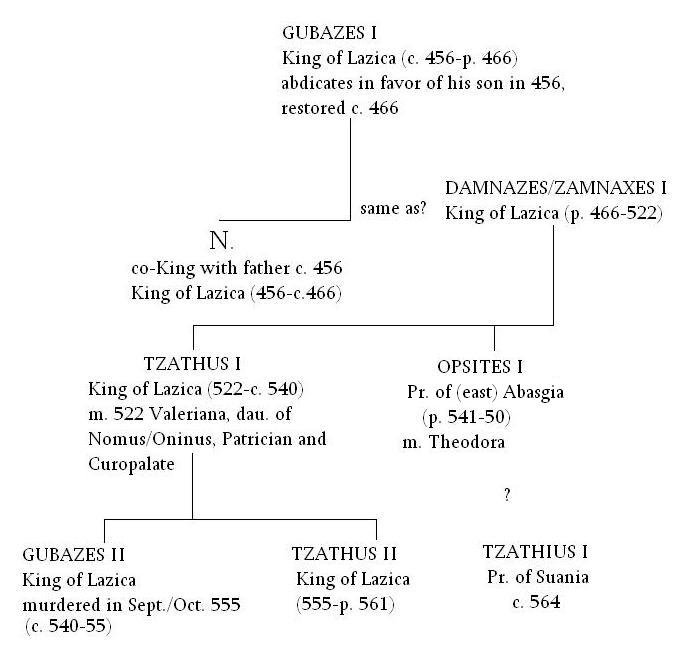
Tentativa de Cyril Toumanoff de reconstruir a árvore genealógica dos reis de Lázica.

Damnazes (em grego: Δαμνάζης; m. 522) foi um rei do século VI de Lázica (Geórgia Ocidental). Damnazes, como outros reis de Lázica, é mencionado pelos cronistas contemporâneos no contexto da rivalidade entre o Império Bizantino, então liderado pelo imperador Justino I (r. 518–527), e o Império Sassânida, então liderado pelo xá Cavades I (r. 488-496; 499-531), no Cáucaso. É conhecido pelo historiador bizantino João Malalas como o pai e predecessor do rei Tzácio I. A anônima Crônica Pascoal muda seu nome para Zamnaxes.
De acordo com a hipótese genealógica do professor Cyril Toumanoff, pode ter sido filho do rei Gubazes I, que é conhecido por ter tido seu filho como co-governante c. 456. Foi um vassalo sassânida e, embora reinando sobre um país cristão, professava o zoroastrismo. Em sua morte, seu filho e sucessor, Tzácio, rejeitou a coroação persa e restaurou relações com Constantinopla para ter sua ascensão validada por Justino.